# Arquata del Tronto
Arquata del Tronto és una localitat i comune italiana de la província de Ascoli Piceno, regió de les Marques, amb 1322 habitants.

## Evolució demogràfica[1]
| Gràfica d'evolució de Arquata del Tronto entre 1861 i 2001 |
|                                                            |